# Tam Đại (lịch sử Trung Quốc)
Tam Đại (chữ Hán: 三代) là hợp xưng ba triều đại Trung Quốc Hạ, Thương, Chu trong lịch sử Trung Quốc.
Từ Tam Đại xuất hiện sớm nhất trong một tác phẩm từ thời kỳ Xuân Thu là Luận ngữ, quyển Vệ Linh công: "Tư dân dã, Tam Đại chi sở dĩ trực đạo nhi hành dã" (tạm dịch: "với dân đời nay, cứ lấy đạo ngay thẳng của Tam Đại mà thi hành"). Từ này sang thời Chiến Quốc, cũng vẫn dùng để chỉ Hạ, Thương và Tây Chu.:37
Sau thời nhà Tần, ý nghĩa của Tam Đại bắt đầu bao quát cả thời kỳ Đông Chu, lối dùng cũ cùng với đó đã bị loại bỏ.:37 Vào sơ kỳ nhà Chu, triều Hạ và triều Thương cũng có hiện tượng được gọi chung là Nhị Đại.

## Tư liệu tham khảo
- 叶行昆：〈论"礼坏乐崩"与制度变迁>